# Pickands Mather Group
Pickands Mather Group — американська компанія, яка займається доставкою вугілля та інших сипучих товарів, а також купівлею, продажем і маркетингом масового вугілля. Заснована в 1883 році як Pickands Mather & Company, вона колись мала другий за величиною судноплавний флот на Великих озерах у 1910-х і 1920-х роках. Компанію придбала корпорація Diamond Shamrock у 1968 році, яка, у свою чергу, продала її Moore-McCormack Resources у 1973 році. Moore-McCormack продала гірничі інтереси Pickands Mather компанії Cleveland-Cliffs у 1986 році.
У 1987 році Moore-McCormack виділив Interlake Steamship Company Джеймсу Баркеру (колишньому генеральному директору Moore-McCormack) і Полу Р. Трегурті (колишньому фінансовому директору Moore-McCormack). У 1992 році Pickands Mather було продано керівній групі, вона продовжує працювати як приватна компанія.